# Polistena
Polistena és un comune (municipi) de la Ciutat metropolitana de Reggio de Calàbria, a la regió italiana de Calàbria, situat a uns 70 km al sud-oest de Catanzaro i a uns 50 km al nord-est de Reggio de Calàbria. A 1 de gener de 2019 la seva població era de 10.361 habitants.
Polistena limita amb els municipis següents: Anoia, Cinquefrondi, Cittanova, Melicucco i San Giorgio Morgeto.

## Història
D'orígens històrics incerts, el territori de Polistena va ser habitat des de  temps prehistòrics. De les restes trobades, sembla que era el territori de trànsit dels habitants de Locri durant la seva migració ancestral. Un poble amb el nom modern s'esmenta per primera vegada al segle xiii.
El 1783 Polistena va ser devastada per un terratrèmol violent, que va arrasar la major part de la ciutat i va matar més de 2.000 persones. La ciutat es va reconstruir ràpidament, basant-se en un disseny de l'arquitecte napolità Pompeo Schiantarelli, creant un centre urbà a la part alta de la ciutat.